# Tropidosteptes pacificus
Tropidosteptes pacificus is een wants uit de familie van de blindwantsen (Miridae). De soort werd het eerst wetenschappelijk beschreven door Edward Payson Van Duzee in 1921.

## Uiterlijk
De wants is meestal volledig geel van kleur maar kan ook lichtgroen tot licht roodbruin gekleurd zijn. Het lichaam is bedekt met kleine lichte haartjes. Ze kunnen tussen de 6,5 mm en 7 mm lang worden en de volwassen dieren hebben altijd volledige vleugels. De pootjes zijn geel en op het halsschild zijn twee donkere stippen zichtbaar. Het eerste segment van de antennes is geel met meestal een bruine lengtestreep. Het tweede segment is bij de mannetjes bruin en gedeeltelijk bruin bij de vrouwtjes. De laatste twee segmenten zijn donker gekleurd.

## Leefwijze
De soort leeft op diverse grassen in bermen en grasland en op essen. Er zijn minimaal twee generaties per jaar. Ze komen als eitje de winter door en de volwassen dieren kunnen van mei tot november waargenomen worden.

## Leefgebied
De soort is in 2007 in Nederland, Engeland en België geïntroduceerd en komt oorspronkelijk uit Noord-Amerika. In Nederland komt de wants nu in het zuiden en midden van het land voor in diverse biotopen waar essen groeien.